# Banavã (Pars)
Banavã (em persa: بنوان; romaniz.: Banavān), Quir (Ḫir) ou Queir (Ḫeir) é uma vila no distrito rural de Quir, distrito de Runiz, condado de Estabã, província de Fars, Irã. No censo de 2006, sua população era de 1 695 pessoas, em 427 famílias.